# 사랑하지 않을래
《사랑하지 않을래》는 1984년 11월 발매된 장덕의 두번째 정규 음반이다. 당시 군사정권 아래 의무적으로 수록해야 했던 B면 5번 트랙의 건전가요 <정화의 노래>를 제외하고 총 9곡이 수록되었다. 2013년 3월 KBS TV를 통해 방송된 '불후의 명곡 전설을 노래하다 별이 된 천재소녀 故 장덕 편'에서는 이 음반의 수록곡 <사랑하지 않을래>가 브라운아이드걸스의 나르샤에 의해 리메이크 되었고 이로 인해 《사랑하지 않을래》 음반도 재조명 받았다.

## 배경
솔로 데뷔 음반 《날 찾지 말아요》를 발표, 방송활동을 거의 하지 않았음에도 가요 순위 차트에서 상위에 오르며 성공적인 재기를 이룬 장덕은 약 1년여만에 두번째 정규음반 《사랑하지 않을래》를 발표하게 된다. 이 음반을 통해 장덕은 소녀취향적 음악에서 완전히 벗어나 성숙한 음악을 들려주고자 하는 욕심으로 <사랑하지 않을래>, <사랑의 꿈>, <사랑과 인생> 등 독창적 · 실험적 사운드의 곡들과 리메이크곡 <사슴여인>을 비롯, <묻지 마세요>, <여자의 샘>, <사랑의 불길> 등 트로트 장르를 접목한 곡들을 많이 수록하게 된다. 하지만 결과적으로는 대중의 반응을 끌어내지 못하고 마는데, 이것은 장덕이 방송 활동을 전혀 하지 않은 탓도 있었다. 1983년 장덕은 이혼과 함께 미국 유학을 마치고 돌아와 이혼한 과거의 경력을 숨기고 첫 솔로 음반 《날 찾지 말아요》를 발표하였다. 이후 장덕은 늘 조심스러웠다. 《사랑하지 않을래》를 발표하면서도 마찬가지였다. 방송활동이 잦아지게 되면 아무래도 자신의 일거수일투족이 밝혀질 수 있기 때문이었다.

## 곡 목록
다음 곡 목록은 LP 기준이며 모든 곡들이 장덕에 의해 작사 · 작곡 되었다. 단 A면 1번 트랙은 제외한다.
Side one
1. "사슴여인" (박건호 작사 / 계동균 작곡) – 03:24
2. "사랑하지 않을래" (장덕 작사 / 장덕 작곡) – 03:00
3. "묻지 마세요" (장덕 작사 / 장덕 작곡) – 03:33
4. "여자의 샘" (장덕 작사 / 장덕 작곡) – 03:25
5. "날 찾지 말아요 (경음악)" (장덕 작곡) – 02:44

Side two
1. "사랑의 불길" (장덕 작사 / 장덕 작곡) – 03:44
2. "사랑의 꿈" (장덕 작사 / 장덕 작곡) – 02:30
3. "사랑과 인생" (장덕 작사 / 장덕 작곡) – 03:58
4. "순간의 정" (장덕 작사 / 장덕 작곡) – 03:34

## 관련 기사
- 경향신문 (1984년 8월 16일) "장덕 새 디스크 펴내 사슴여인 등 담아" at Naver newslibrary